# Bathymaster signatus
Bathymaster signatus är en fiskart som beskrevs av Cope, 1873. Bathymaster signatus ingår i släktet Bathymaster och familjen Bathymasteridae. Inga underarter finns listade.

## Bildgalleri

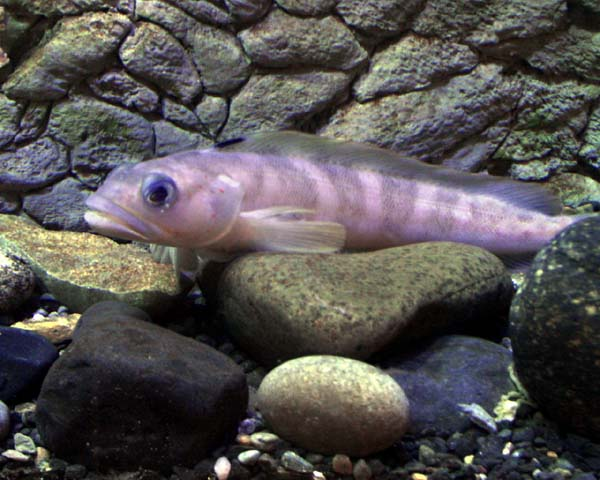
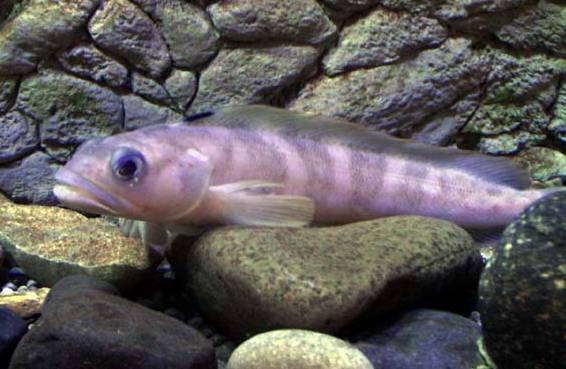